# Barbatana cirra
Barbatana cirra är en insektsart som beskrevs av Delong och Freytag 1969. Barbatana cirra ingår i släktet Barbatana och familjen dvärgstritar. Inga underarter finns listade i Catalogue of Life.